# Swartberg Pass

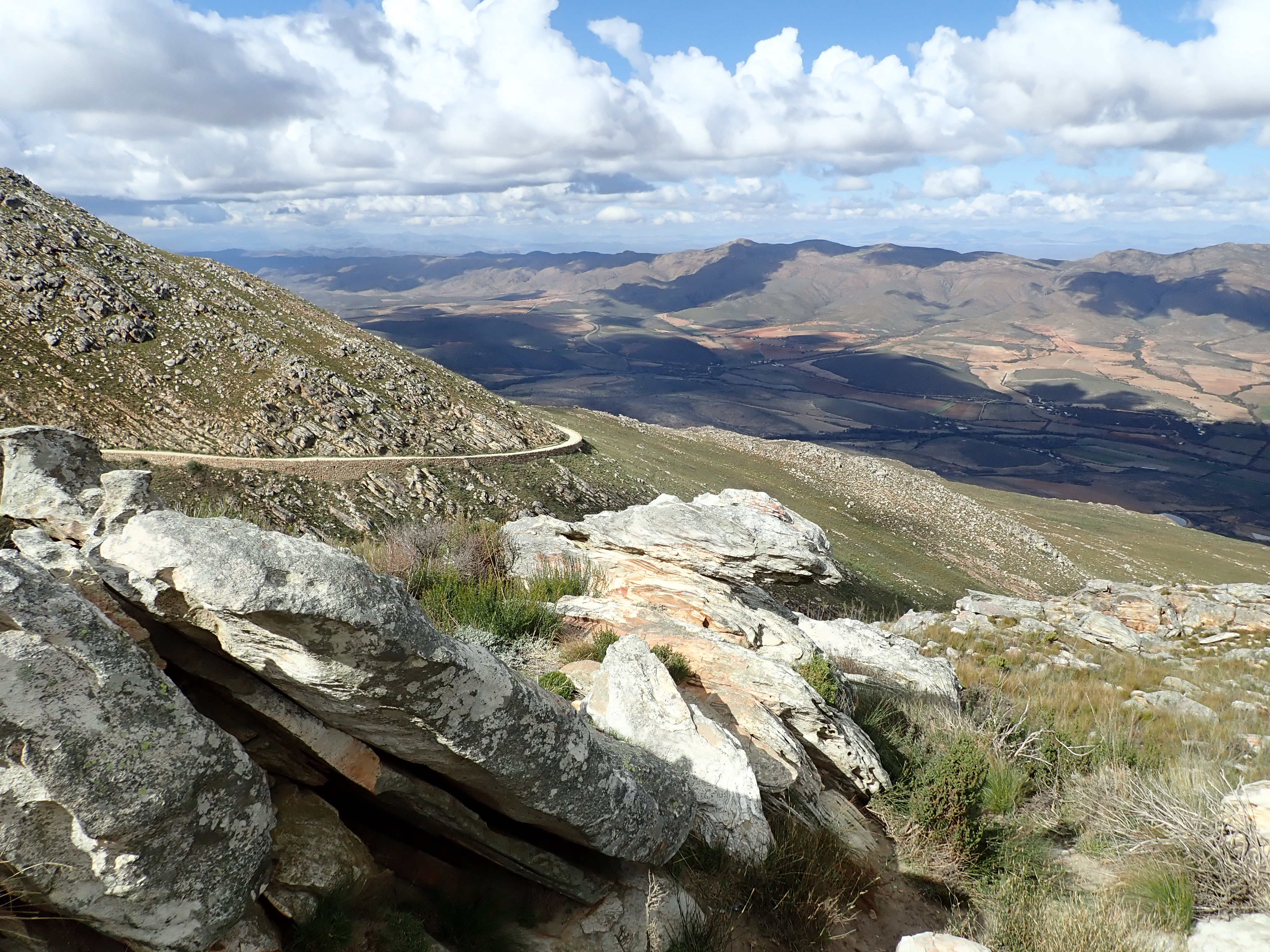
Aussichtspunkt auf dem Swartberg Pass

Der Swartberg Pass auf der R328 verläuft über die Bergkette der Swartberge (englisch Swartberg), die ungefähr von Ost nach West entlang des nördlichen Randes des halbtrockenen Gebiets namens Little Karoo in der Provinz Westkap in Südafrika verläuft. Es ist die einzige Straßenzufahrt nach Gamkaskloof.

## Geschichte
Der Bau der Straße über den Swartberg Pass wurde unter der Leitung von Jan Tassies begonnen, der 100 Arbeiter aus Mosambik einsetzte. Nach 13 Monaten ging er pleite und stellte auch nur sechs Kilometer der Straße fertig.
Der Rest der Passstraße wurde zwischen 1883 und 1888 von Thomas Bain gebaut, Sohn von Andrew Geddes Bain, der die Straße über den Bainskloof Pass und viele andere Passstraßen gebaut hat. Die Passstraße wurde von Sträflingsarbeitern gebaut und am 10. Januar 1888 eröffnet. Die Stützmauern aus Trockenmauerwerk, die einige seiner Haarnadelkurven stützen, sind noch vorhanden.

## Geographie
Nördlich des Gebirges liegt das andere große halbtrockene Gebiet in Südafrika, die Große Karoo. Ein Großteil des Swartbergs ist Teil des UNESCO-Weltkulturerbes.
Der Pass verläuft zwischen Oudtshoorn im Süden und Prince Albert im Norden. Die Passstraße ist nicht asphaltiert und kann nach Regen etwas tückisch sein, bietet aber Ausblicke über die Kleine Karoo im Süden und die Große Karoo im Norden. Die Pflanzenwelt entlang des Passes ist sehr interessant, viele hundert Arten kommen auf dem Swartberg vor.

## Geologie
Die Swartberge gehören zu den am besten exponierten Faltengebirgsketten der Welt, und der Pass durchschneidet landschaftlich reizvolle geologische Formationen.
Die Verwerfungen im Gestein zeigen erstaunliche Antiklinalen und Mulden, und die lebendige Färbung des umgebenden Quarzits ist bemerkenswert.
Der Pass ist besonders bekannt für die ungewöhnliche Geologie, die an seinem nördlichen Ende freigelegt ist. Hier sind siebenhundert Meter hohe Quarzitfelsen der oberen Tafelberggruppe zu sehen, die oft um 90 Grad (manchmal sogar mehr) geneigt sind. Die wohl berühmteste dieser Klippen ist die spektakuläre „Wall of Fire“.